# Yoon Jong-gyu
Yoon Jong-gyu (kor. 윤종규; ur. 20 marca 1998 w Pohangu) – południowokoreański piłkarz, występujący na pozycji obrońcy w południowokoreańskim klubie Gimcheon Sangmu FC oraz w reprezentacji Korei Południowej. Uczestnik Mistrzostw Świata 2022.

## Statystyki

### Klubowe
Na podstawie:
| Klub               | Sezonów | Liga       | Liga  | Liga   | Puchar krajowy | Puchar krajowy | Kontynentalne | Kontynentalne | Suma  | Suma   |
| Klub               | Sezonów | Liga       | Mecze | Bramki | Mecze          | Bramki         | Mecze         | Bramki        | Mecze | Bramki |
| ------------------ | ------- | ---------- | ----- | ------ | -------------- | -------------- | ------------- | ------------- | ----- | ------ |
| FC Seoul           | 5       | K League 1 | 117   | 2      | 7              | 0              | –             | –             | 124   | 2      |
| Gyeongnam FC       | 1       | K League 1 | 5     | 0      | 0              | 0              | –             | –             | 5     | 0      |
| Gimcheon Sangmu FC | 2       | K League 1 | 19    | 2      | 0              | 0              | –             | –             | 19    | 2      |
|                    | Łącznie | Łącznie    | 141   | 4      | 7              | 0              | 0             | 0             | 148   | 4      |

### Reprezentacyjne
Na podstawie:
| Mecze i gole w reprezentacji | Mecze i gole w reprezentacji | Mecze i gole w reprezentacji | Mecze i gole w reprezentacji | Mecze i gole w reprezentacji | Mecze i gole w reprezentacji | Mecze i gole w reprezentacji | Mecze i gole w reprezentacji |
| Lp.                          | Data                         | Miasto                       | Przeciwnik                   | Wynik                        | Gole                         | Inne                         | Rozgrywki                    |
| ---------------------------- | ---------------------------- | ---------------------------- | ---------------------------- | ---------------------------- | ---------------------------- | ---------------------------- | ---------------------------- |
| 1.                           | 17.11.2020                   | Maria Enzersdorf             | Katar                        | 2:1 (2:1)                    |                              |                              | mecz towarzyski              |
| 2.                           | 20.07.2022                   | Toyota                       | Chiny                        | 3:0 (1:0)                    |                              |                              | Mistrzostwa EAFF 2022        |
| 3.                           | 23.09.2022                   | Goyang                       | Kostaryka                    | 2:2 (1:1)                    |                              | 60', asysta                  | mecz towarzyski              |
| 4.                           | 11.11.2022                   | Hwaseong                     | Islandia                     | 1:0 (1:0)                    |                              |                              | mecz towarzyski              |

## Sukcesy
Na podstawie:

### Klubowe
Z Gyeongnam FC:
- Mistrz Korei Południowej 2017

Z Gimcheon Sangmu:
- Mistrz Korei Południowej 2023